# 羊角镇 (茂名市)
羊角镇，是中国广东省茂名市茂南区下辖的一个乡镇级行政单位。明代已形成羊角圩，因古有一棵羊角扭（拗）树得名，1987年建羊角镇，隶属于茂名市电白县（今电白区）。2001年1月22日，划入新设立的茂名市茂港区。2014年2月17日，归属茂港区和电白县合并后成立的电白区管辖。2017年9月18日，划归茂南区管辖。

## 行政区划
羊角镇下辖以下地区：
羊角社区、石曹村、新城村、山和村、罗浮村、横岭村、大同村、柏屋村、元田村、共同村、上庵村、杨屋村、禄段村、爱群村、南香村、潭段村、来龙村、田心村、坡仔村、青山村、竹营村、黎明村和潭桥村。